# Новомайково
Новома́йково — деревня в Раменском муниципальном районе Московской области. Входит в состав сельского поселения Ульянинское. Население — 41 чел. (2010).

## Название
В Бронницком уезде было две деревни Майково, в советское время они были переименованы в Новомайково и Старомайково. Название связано с некалендарным личным именем Майко.

## География
Деревня Новомайково расположена в южной части Раменского района, примерно в 30 км к югу от города Раменское. Высота над уровнем моря 130 м. В 3 км к северу от деревни протекает река Ольховка. Ближайший населённый пункт — деревня Костино.

## История
В 1926 году деревня являлась центром Майковского сельсовета Ульяновской волости Бронницкого уезда Московской губернии.
С 1929 года — населённый пункт в составе Бронницкого района Коломенского округа Московской области. 3 июня 1959 года Бронницкий район был упразднён, деревня передана в Люберецкий район. С 1960 года в составе Раменского района.
До муниципальной реформы 2006 года деревня входила в состав Ульянинского сельского округа Раменского района.

## Население
| 1926 | 2002 | 2010 |
| ---- | ---- | ---- |
| 125  | ↘19  | ↗41  |

В 1926 году в деревне проживало 125 человек (62 мужчины, 63 женщины), насчитывалось 28 крестьянских хозяйств. По переписи 2002 года — 19 человек (5 мужчин, 14 женщин).